# Amolops gerbillus
Espèce
Synonymes
- Rana gerbillus Annandale, 1912

Statut de conservation UICN

 LC  : Préoccupation mineure
Amolops gerbillus est une espèce d'amphibiens de la famille des Ranidae.

## Répartition
Cette espèce se rencontre :
- au Tibet ;
- dans le nord-est de l'Inde dans les États de Meghalaya, d'Arunachal Pradesh, d'Assam, de Sikkim, de Mizoram, de Manipur, de Nagaland et du Bengale-Occidental ;
- en Birmanie.

Sa présence est incertaine au Bhoutan et au Népal.

## Publication originale
- Annandale, 1912 : Zoological results of the Abor Expedition, 1911-1912. Records of the Indian Museum Calcutta, vol. 8, no 1, p. 7-59 (texte intégral).